# Andrew Hill
Andrew Hill (30 de Junho de 1931 – 20 de Abril de 2007) foi um pianista e compositor de jazz americano, enquadrando-se no vanguarda deste estilo musical, e estilisticamente no jazz modal explorando também as possibilidades ritmicas e harmónicas do Bebop e do Hard Bop.
Andrew Hill, cuja actividade se estende desde a década de 50 até à sua morte em 2007, é reconhecido como um dos mais importantes e inovadores pianistas de jazz nos anos 60. Os seus trabalhos mais marcantes foram gravados para a editora Blue Note Records, cobrindo perto de uma década e cerca de 12 álbuns.
Como compositor, foi autor de melodías labirinticas e de temas rítmica e harmónicamente complexos como "New Monastery", no seu album Point of Departure.

## Biografia
Andrew Hill nasceu em Chicago, Illinois (e não em Port-au-Prince, Haiti, como foi inicialmente referido por alguns livros de história do jazz) filho de William e Hattie Hille. Teve um irmão, Robert, que foi cantor e violinista. Hill escolheu o piano com treze anos, e foi encorajado por Earl Hines. Jovem ainda, frequentou a University of Chicago Experimental School. Foi apresentado por Bill Russo a Paul Hindemith, com quem estudou informalmente até 1952. Na juventude tocou em bandas de Rhythm and Blues, e com musicos jazz em digressão, incluindo Charlie Parker e Miles Davis. Hill recorda algumas das suas experiências como iniciante, durante uma entrevista de 1964 com Leonard Feather: "I started out in music as a boy soprano, singing and playing the accordion, and tap dancing. I had a little act and made quite a few of the talent shows around town from 1943 until 1947. I won turkeys at two Thanksgiving parties at the Regal Theatre," em festas patrocinadas pelo jornal Chicago Defender, os quais Hill acabou por vender na rua.
Em 1950, aprendeu com o saxofonista Pat Patrick as primeiras cadências de blues no piano, e em 1953 teve a sua primeira actuação como músico profissional, com a banda de Paul Williams'. "At that time", recorda Hill, "I was playing baritone sax as well as piano." Durante os anos seguintes os trabalhos como pianista puseram-no em contacto com uma panóplia de musicos, alguns dos quais vieram a ter relevância e influência: Joe Segal e Barry Harris, entre outros. Em 1961, depois acompanhar a digressão de Dinah Washington, o jovem pianista fixou-se em Nova York onde trabalhou para Johnny Hartman e Al Hibbler, tendo-se mudado rápidamente para Los Angeles onde trabalhou com o quarteto de Roland Kirk, bem como no lendário clube de jazz Lighthouse Café em Hermosa Beach. Foi então que conheceu a sua futura esposa, Laverne Gillette , nesse tempo organista no Red Carpet. Casaram em 1963 e mudaram-se para Nova York. Andrew Hill acabou por morrer depois de uma doença prolongada, na California para onde se tinham mudado.
O primeiro álbum de Hill como sideman é de 1954, mas a sua reputação é criada pelas gravações como lider para a Blue Note entre 1963 to 1970, as quais apresentavam outros importantes post-bop músicos, incluindo Joe Chambers, Richard Davis, Eric Dolphy, Bobby Hutcherson, Joe Henderson, Freddie Hubbard, Elvin Jones, Woody Shaw, e Tony Williams, bem como John Gilmore. Hill tocou em albuns de Henderson, Hutcherson, and Hank Mobley. A sua composição original contribuiu com três das cinco peças no álbum clássico de Bobby Hutcherson's Dialogue.
Depois da década de 60, Hill raramente trabalhou como sideman, preferindo interpretar as suas próprias composições. Talvez isto tenha de algum modo limitado a sua visibilidade pública. Obteve o doutoramento em música da Colgate University de Hamilton e ficou como o compositor residente da universidade entre 1970 to 1972. Posteriormente ensinou, na California, e de passagem foi professor associado na Portland State University onde criou um curso de Jazz. Durante esse tempo, estabeleceu um Programa Intensivo de Jazz de Verão, e adicionalmente actuou, conduziu atelies e frequentou formações noutras universidades como a Universidade Wesleyan, universidade do Michigan, Universidade de Toronto, Universidade de Harvard e Bennington College. Casou-se com a bailarina e professora Joanne Robinson em Portland in 1992. Em 1995 mudaram-se para Nova York. A sua última actuação pública foi em 29 de Março de 2007 na Trinity Church em Nova York. Andrew Hill sofreu de cancro de pulmão durante os último anos da sua vida. Morreu em casa, em Nova Jersey.
Em Maio de 2007, Hill foi a primeira pessoa a receber um doutoramento Honoris Causa do Berklee College of Music.

## Estilo
A principal influência de Hill foram os pianistas Thelonious Monk, Bud Powell and Art Tatum. "Para mim Monk é como Ravel e Debussy, já que põe muita personalidade na sua música [...]afinal, é a personalidade da música que a faz." ("Monk's like Ravel and Debussy to me, in that he put a lot of personality into his playing[...]it's the personality of music which makes it, finally") disse o pianista em 1963 numa entrevista com A. B. Spellman. Powell foi uma influência ainda maior, mas Hill pensava que a sua música era já um beco sem qualquer saída: "Se se fica muito tempo com Bud, passar-se-à a soar como ele, mesmo se está a fazer algo que ele nunca tenha feito." ("If you stay with Bud too much, you'll always sound like him, even if you're doing something he never did.") Ultimamente, Hill referia-se a Tatum como a sinteze de todo o moderno piano de jazz.
Apesar de geralmente caracterizado como "avant-garde", a música de Hill pouca semelhança tem com a atonalidade livre e as improvisações extensas de Cecil Taylor ou outros. Tal como os seus contemporâneos Joe Henderson, Wayne Shorter e Eric Dolphy, Hill foi considerado como uma figura cúspide: demasiado "out" para ser "in," mas demasiado "in" para ser "out". O seu trabalho inicial, particularmente o àlbum Point of Departure, apresentando também o companheiro e inovador Eric Dolphy, exibe o desejo de Hill de avançar, ainda que permanecendo solidamente fundado na tradição dos seus predecessores. 
Hill criou um idioma único, que utilizava improvisação cromática, modal e ocasionalmente "free". Como pianista, o estilo de Hill é marcado por um cromatismo extremo, acordes densos e complexos, fluindo, o fraseado legato e o rubato frequente. Muitas vezes tocava contra o pulsar ritmico, ou optava por se mover em diferentes métricas temporais. Entretanto a sua habilidade como compositor e lider pode ser apreciada quando a banda se aventura em terrenos desconhecidos, mantendo-se contudo precisa e controlada. As composições de Hill aquirem por vezes uma feição contemplativa, mas Hill ficou conhecido pela complexidade ritmica e harmónica das suas interpretações e composições.
O seu album Dusk foi selecionado como o melhor album de 2001 pela Down Beat e pela JazzTimes; em 2003, Hill recebeu o Jazzpar Prize. O trabalho inicial de Hill's também recebeu uma atenção renovada como resultado da edição de sessões de 1960 para a Blue Note, anteriormente não editadas, especialmente a sessão com uma banda alargada Passing Ships.
Como consequencia desta proeminência renovada, um novo album intitulado Time Lines foi lançado em Fevereiro de 2006 pela Blue Note.

## Discografia
Lista do site Allmusic  e All.About.Jazz 

### Como Lider
| Título                                            |  | Ano                       |  | Editora              |
| ------------------------------------------------- |  | ------------------------- |  | -------------------- |
| So In Love                                        |  | 1959                      |  | Warwick              |
| Black Fire                                        |  | 1963                      |  | Blue Note Records    |
| Smokestack                                        |  | 1963                      |  | Blue Note Records    |
| Judgment!                                         |  | 1964                      |  | Blue Note Records    |
| Point of Departure                                |  | 1964                      |  | Blue Note Records    |
| Andrew!!!                                         |  | 1964                      |  | Blue Note Records    |
| Compulsion                                        |  | 1965                      |  | Blue Note Records    |
| Cosmos                                            |  | 1965 (publicado em 1970)  |  | Blue Note Records    |
| Pax                                               |  | 1965 (lançado em 2006)    |  | Blue Note Records    |
| Change                                            |  | 1966 (lançado em 2007)    |  | Blue Note Records    |
| Grass Roots                                       |  | 1968                      |  | Blue Note Records    |
| Dance with Death                                  |  | 1968 (lançado em 1980)    |  | Blue Note Records    |
| Lift Every Voice                                  |  | 1969                      |  | Blue Note Records    |
| Passing Ships                                     |  | 1969 (lançado em 2003)    |  | Blue Note Records    |
| One for One                                       |  | 1965-70 (lançado em 1975) |  | Blue Note Records    |
| Invitation                                        |  | 1974                      |  | SteepleChase Records |
| Hommage                                           |  | 1975                      |  | East Wind Records    |
| Spiral                                            |  | 1975                      |  | Freedom Records      |
| Blue Black                                        |  | 1975                      |  | East Wind Records    |
| Divine Revelation                                 |  | 1975                      |  | SteepleChase Records |
| Live at Montreux                                  |  | 1975                      |  | Freedom Records      |
| Nefertiti                                         |  | 1976                      |  | East Wind Records    |
| From California with Love                         |  | 1978                      |  | Artists House        |
| Strange Serenade                                  |  | 1980                      |  | Soul Note            |
| Faces of Hope                                     |  | 1981                      |  | Soul Note            |
| Shades                                            |  | 1986                      |  | Soul Note            |
| Verona Rag                                        |  | 1986                      |  | Soul Note            |
| Eternal Spirit                                    |  | 1989                      |  | Blue Note Records    |
| But Not Farewell                                  |  | 1990                      |  | Blue Note Records    |
| Dreams Come True com Chico Hamilton               |  | 1993 (publicado em 2008)  |  | Joyous Shout!        |
| Les Trinitaires                                   |  | 1998                      |  | Jazzfriends          |
| Dusk                                              |  | 1999                      |  | Palmetto Records     |
| A Beautiful Day                                   |  | 2002                      |  | Palmetto Records     |
| The Day the World Stood Still - Jazzpar Octet + 1 |  | 2003 (reeditado em 2005)  |  | Stunt/Sundance       |
| Blueback (reedição de gravação de 1976)           |  | 2005                      |  | Test of Time Records |
| The Capitol Vaults Jazz Series                    |  | 2005                      |  | Blue Note Records    |
| Time Lines                                        |  | 2006                      |  | Blue Note Records    |

### Como sideman
| Título                                 |  | Ano  |  | Editora           |
| -------------------------------------- |  | ---- |  | ----------------- |
| To My Queen (com Walt Dickerson)       |  | 1962 |  | Prestige          |
| Domino (album de Rahsaan Roland Kirk)  |  | 1962 |  | Mercury           |
| Conflict (com Jimmy Woods)             |  | 1963 |  | Contemporary      |
| No Room for Squares (com Hank Mobley)  |  | 1963 |  | Blue Note         |
| Our Thing (com Joe Henderson)          |  | 1963 |  | Blue Note         |
| Dialogue (album de Bobby Hutcherson)   |  | 1965 |  | Blue Note         |
| Earth Prayer (com Russel Baba)         |  | 1992 |  | Ruba Music        |
| Summit Conference (com Reggie Workman) |  | 1994 |  | Postcards         |
| The Invisible Hand (com Greg Osby)     |  | 2000 |  | Blue Note Records |

### Na Televisão
- SOLOS: The Jazz Sessions [11]

## Prémios
- 2008 - National Endowment for the Arts (NEA) Jazz Master
- 2007 - Downbeat Hall of Fame
- 2007 - Jazz Journalist Association, Pianista do ano, Compositor do ano
- 2007 - Jazz Journalist Association, Prémio de Carreira
- 2007 - Doutoramento Honoris Causa pelo Music-Berklee College of Music
- 2000, 2001, 2003 e 2006 - Prémio do Compositor do Ano dos Jornalistas de Jazz
- 2006 - "Time Lines" - Álbum do ano da revista Down Beat
- 2006 - Artista Jazz do ano da revista Playboy
- 2001 - "Dusk" - Álbum do ano da revista Down Beat
- 2000 e 2001 - Winner Critics Poll Jazz da revista Down Beat
- Primeiro Prémio da Fundação Doris Duke para compositores de Jazz